# N2502 HIGH-SPEED
FOMA N2502 HIGH-SPEED（フォーマ・エヌ に ご ぜろ に・ハイスピード）は、NECによって開発された、NTTドコモによるHSDPA対応のCFカード型FOMA製品である。

## 概要
FOMAで初めて発売され、また2009年10月現在唯一残されたCFカード型端末である。
FOMAハイスピードに対応し、エリア内では受信最大7.2Mbps、送信最大384kbpsに対応する。エリア外では、送受信最大384kbpsに対応する。回線交換方式の通信に対応しているため、テレビ電話が利用できる(音声通話は対応していない)。また、日本国外のローミングは対応していない。

## 仕様（テンプレート外）
- 通信速度
  - パケット通信（FOMAハイスピードエリア） : 送信最大 384 kbps／受信最大7.2 Mbps
  - パケット通信（FOMAエリア） : 送受信最大 384 kbps
  - 64 Kデータ通信 : 送受信最大 64 kbps
  - テレビ電話:送受信最大 64 kbps
- 対応OS（各日本語版）
  - Windows 2000 Professional Service Pack4以降
  - Windows XP Home Edition Service Pack2以降
  - Windows XP Professional Service Pack2以降
  - Windows Vista（32ビット版/64ビット版）
  - Windows 7（32ビット版/64ビット版）
  - Windows CE .NET 4.1
  - Windows Mobile 5.0/6.0
- 対応エリア（日本国内）
  - FOMAハイスピードエリア
  - FOMAサービスエリア
  - FOMAプラスエリア

## 歴史
- 2007年10月1日 - 開発を発表
- 2007年11月19日 - 技術基準適合証明 (TELEC)通過
- 2007年12月28日 - 電気通信端末機器審査協会 (JATE)通過
- 2008年3月17日 - 発売開始